# フアン・ビセンテ・エレーラ
フアン・ビセンテ・エレーラ・カンポ（スペイン語: Juan Vicente Herrera Campo）、1956年1月23日 - ）は、スペイン・ブルゴス県ブルゴス出身の弁護士・政治家。ナバーラ大学卒業。国民党 (PP) 所属。2001年から2019年までカスティーリャ・イ・レオン州首相を務めた。

## 経歴
1956年1月23日、ブルゴス県ブルゴスの裕福な家庭に生まれた。4人兄弟の長男である。ナバーラ州のナバーラ大学で法学を学んで1978年に卒業した。その後、ブルゴスとマドリードで弁護士として働いた。
1995年に国民党 (PP) から出馬してカスティーリャ・イ・レオン州議会議員となり、1995年から2001年まで国民党カスティーリャ・イ・レオン州支部のスポークスパーソンを務めた。カスティーリャ・イ・レオン州首相だったフアン・ホセ・ルーカスが2001年に退任してホセ・マリア・アスナール内閣の首相府大臣に就任すると、エレーラが後任のカスティーリャ・イ・レオン州首相に就任した。2019年に州首相を退任した。

## 職歴

### 議会
- 1992年-1995年 カスティーリャ・イ・レオン州政府財務大臣
- 1995年-2019年 カスティーリャ・イ・レオン州議会ブルゴス県代表
- 2001年-2019年 カスティーリャ・イ・レオン州首相

### 政党
いずれも国民党(PP)
- 1993年-2001年 ブルゴス県支部長
- 1995年-2001年 カスティーリャ・イ・レオン州支部スポークスパーソン
- 2001年-2002年 カスティーリャ・イ・レオン州支部幹事長
- 2002年-2017年 カスティーリャ・イ・レオン州支部長